# Graphania paraxysta
Graphania paraxysta är en fjärilsart som beskrevs av Edward Meyrick 1929. Graphania paraxysta ingår i släktet Graphania och familjen nattflyn. Inga underarter finns listade i Catalogue of Life.